# Leucanella janeira

Leucanella janeira é uma espécie de mariposa da família Saturniidae. É encontrado na América do Sul, incluindo o Brasil.